# Villejoubert
Villejoubert is een gemeente in het Franse departement Charente (regio Nouvelle-Aquitaine) en telt 293 inwoners (1999). De plaats maakt deel uit van het arrondissement Angoulême.

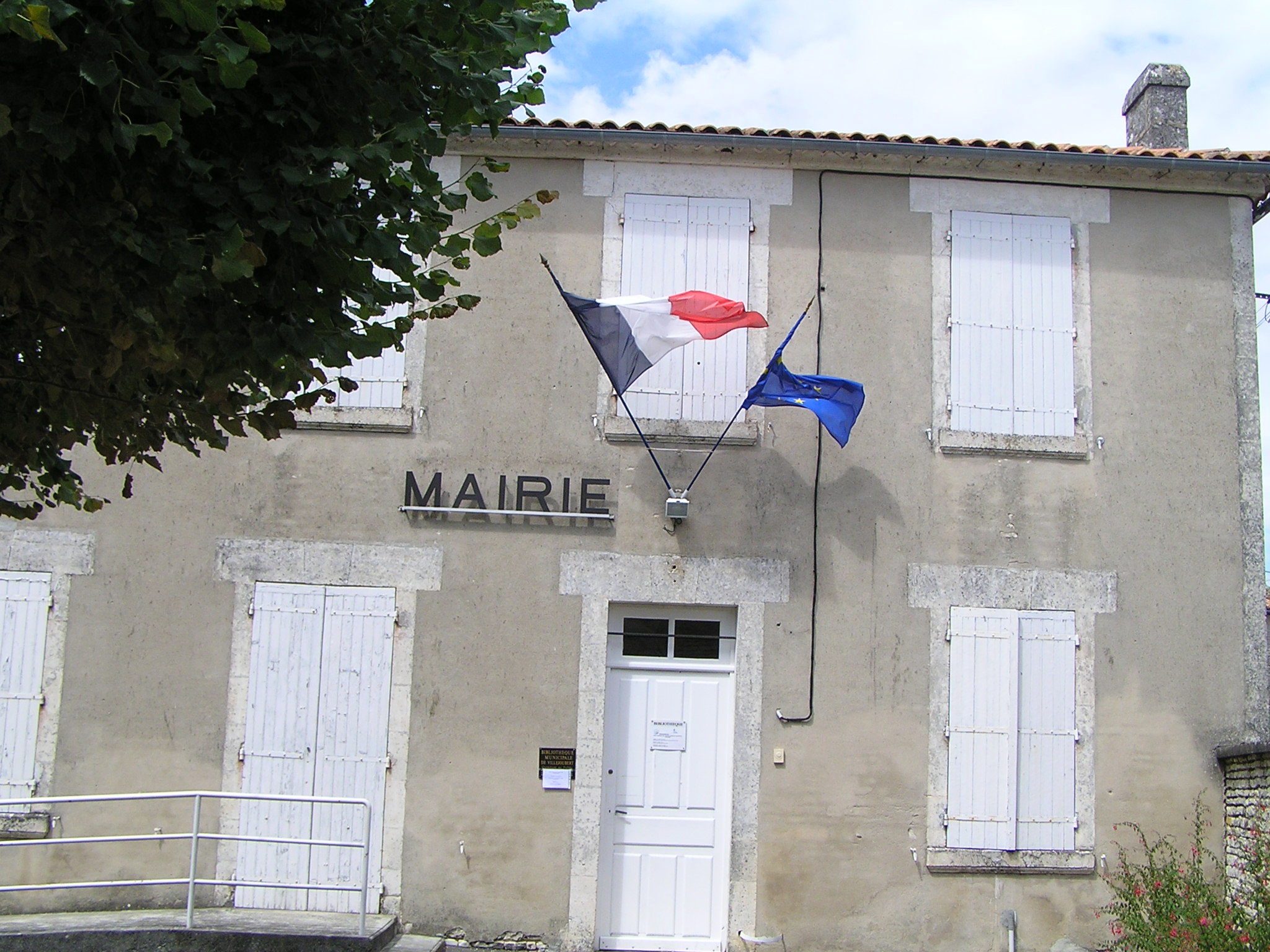
Gemeentehuis
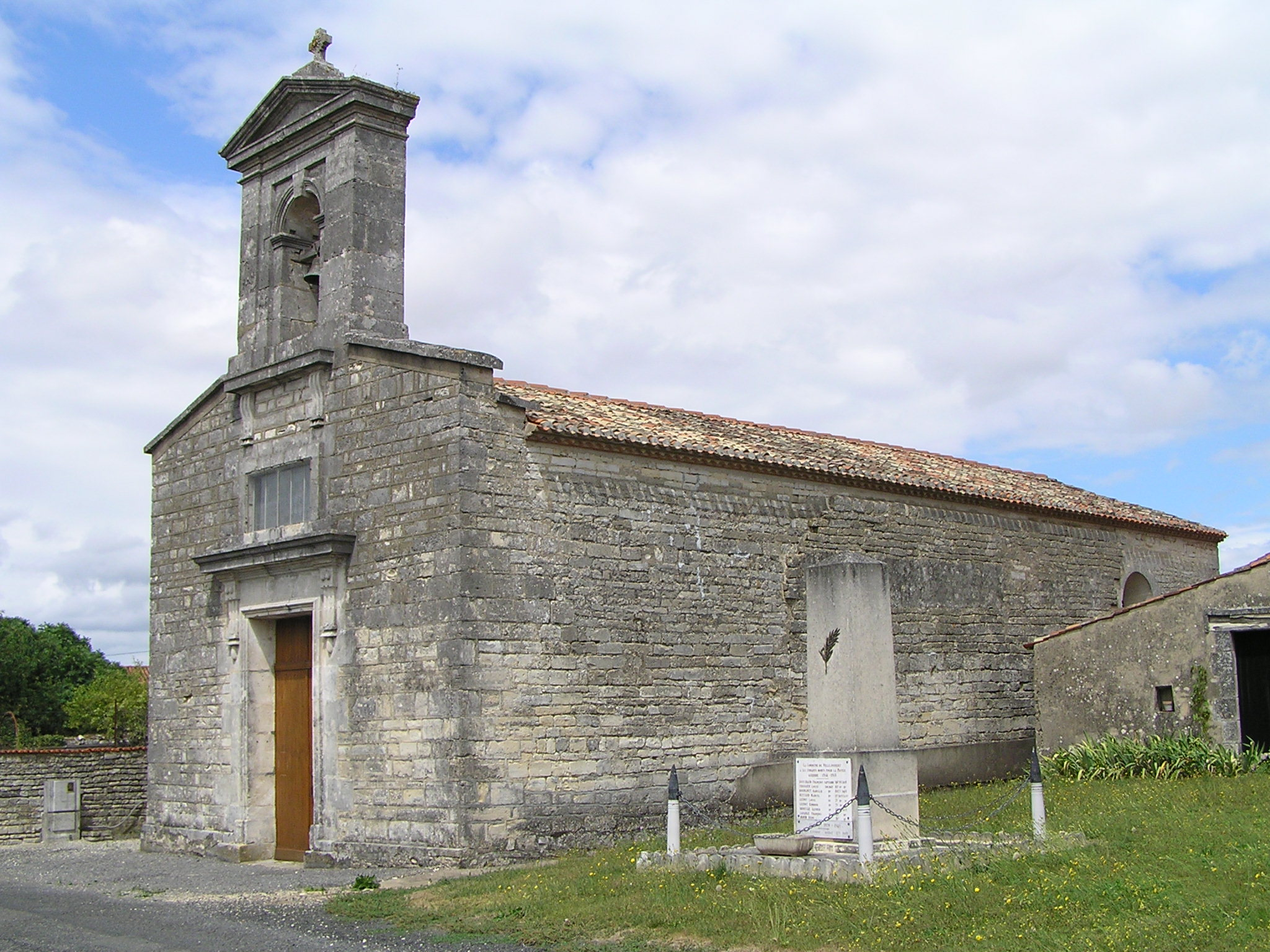
Kerk in Villejoubert

## Geografie
De oppervlakte van Villejoubert bedraagt 7,8 km², de bevolkingsdichtheid is 37,6 inwoners per km².
De onderstaande kaart toont de ligging van Villejoubert met de belangrijkste infrastructuur en aangrenzende gemeenten.

## Demografie
Onderstaande figuur toont het verloop van het inwonertal (bron: INSEE-tellingen).